# Vrátkov
Vrátkov (en allemand : Wratkow) est une commune du district de Kolín, dans la région de Bohême-Centrale, en République tchèque. Sa population s'élevait à 278 habitants en 2020.

## Géographie
Vrátkov se trouve à 3,5 km au sud-ouest de Český Brod, à 26 km à l'ouest de Kolín et à 30 km à l'est-sud-est du centre de Prague.
La commune est limitée par Český Brod au nord et à l'est, par Tuchoraz au sud-est, par Doubravčice au sud, et par Mrzky et Tismice à l'ouest.

## Histoire
La première mention écrite de la localité date de 1381.

## Transports
Par la route, Vrátkov se trouve à 4 km de Český Brod, à 28,5 km de Kolín et à 35 km du centre de Prague.